# Иващенки (Хорольский район)
Иващенки (укр. Іващенки) — село,
Клепачевский сельский совет,
Хорольский район,
Полтавская область,
Украина.
Код КОАТУУ — 5324881905. Население по переписи 2001 года составляло 181 человек.

## Географическое положение
Село Иващенки находится на расстоянии в 1 км от сёл Остапенки и Новоореховка (Лубенский район).
Рядом проходит железная дорога, станция Новоореховка в 2-х км.

## История
Село указано на трехверстовке Полтавской области. Военно-топографическая карта.1869 года как хутор без названия
До 1939 года присоеденен хутор Гусаренков